# Janusion nuda
Janusion nuda is een ringworm uit de familie van de Piscicolidae. De wetenschappelijke naam van de soort is voor het eerst geldig gepubliceerd in 1970 door Richardson.